# Faucaria tigrina
Фаукарія тигрова (Faucaria tigrina) — вид рослин родини аїзові.

## Назва
Англійською мовою називається «тигрові щелепи» (англ. tiger's jaws). Назва роду Faucaria походить теж від латинського слова щелепи.

## Будова
Невеликий сукулент, що росте у розетках до 10 см у висоту та 50 см в ширину. Сіро-зелене листя, поцятковане білими плямами, має характерні зубоподібні утворення, що роблять їх схожими на відкриті щелепи. Жовті квіти схожі на стокротку.

## Поширення та середовище існування
Зростає у Південній Африці (Східно-Капська провінція) переважно на відкритих, кам'янистих ділянках, в темному глинистому ґрунті з низьким рН.

## Охоронні заходи
Вид включений до Червоного списку південноафриканських рослин (англ. Red List of South African Plants). Має статус «під загрозою». Область поширення та область оселення (EOO та AOO) <200 км². Відомі чотири місця зростання. Багато субпопуляцій скоротилися через розширення міста навколо Гремстауна. Чисельність рослин продовжує знижуватися внаслідок надмірної пасовищної та міської експансії. Субпопуляції невеликі, фрагментовані і продовжують знижуватися.

## Галерея

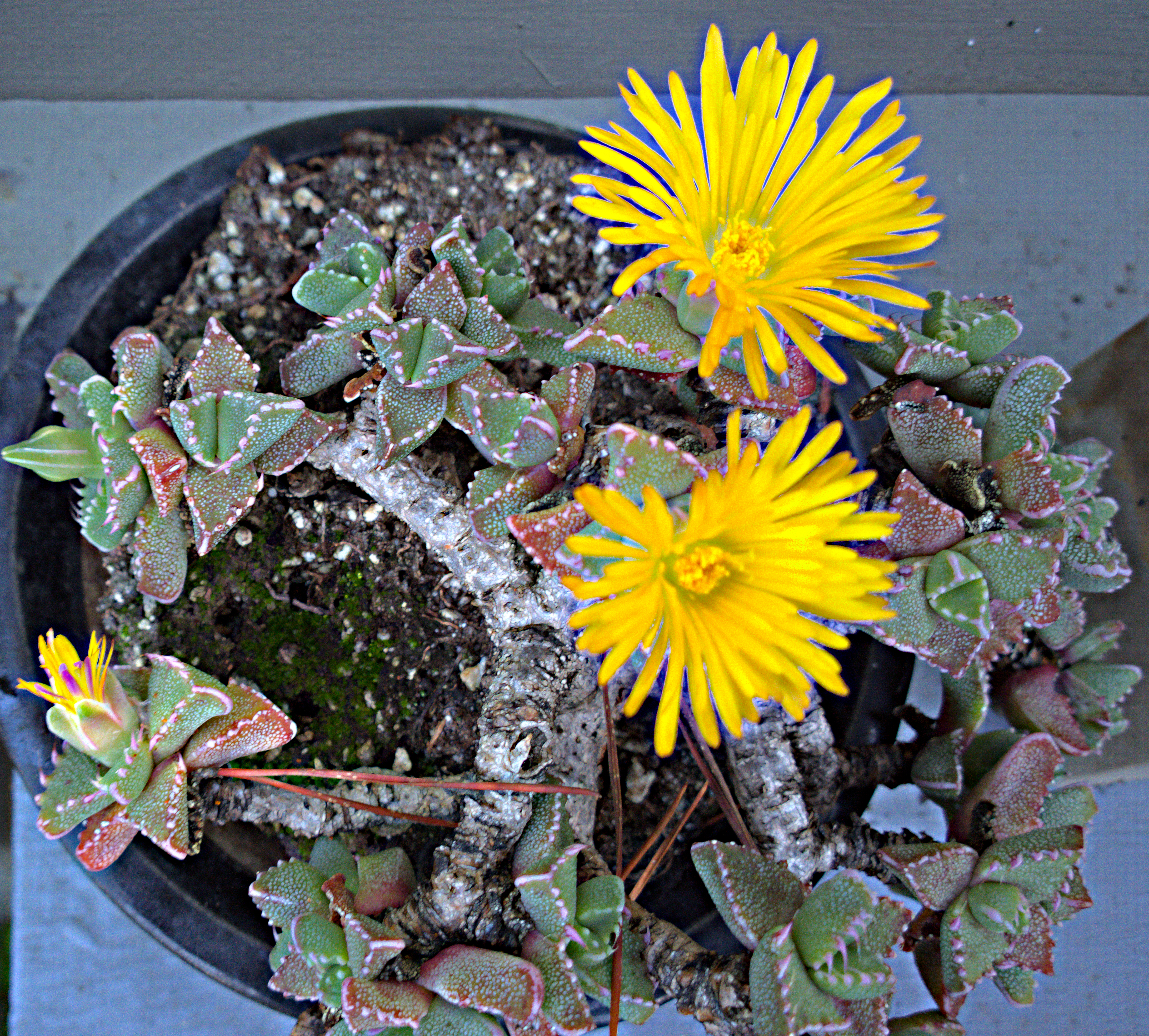
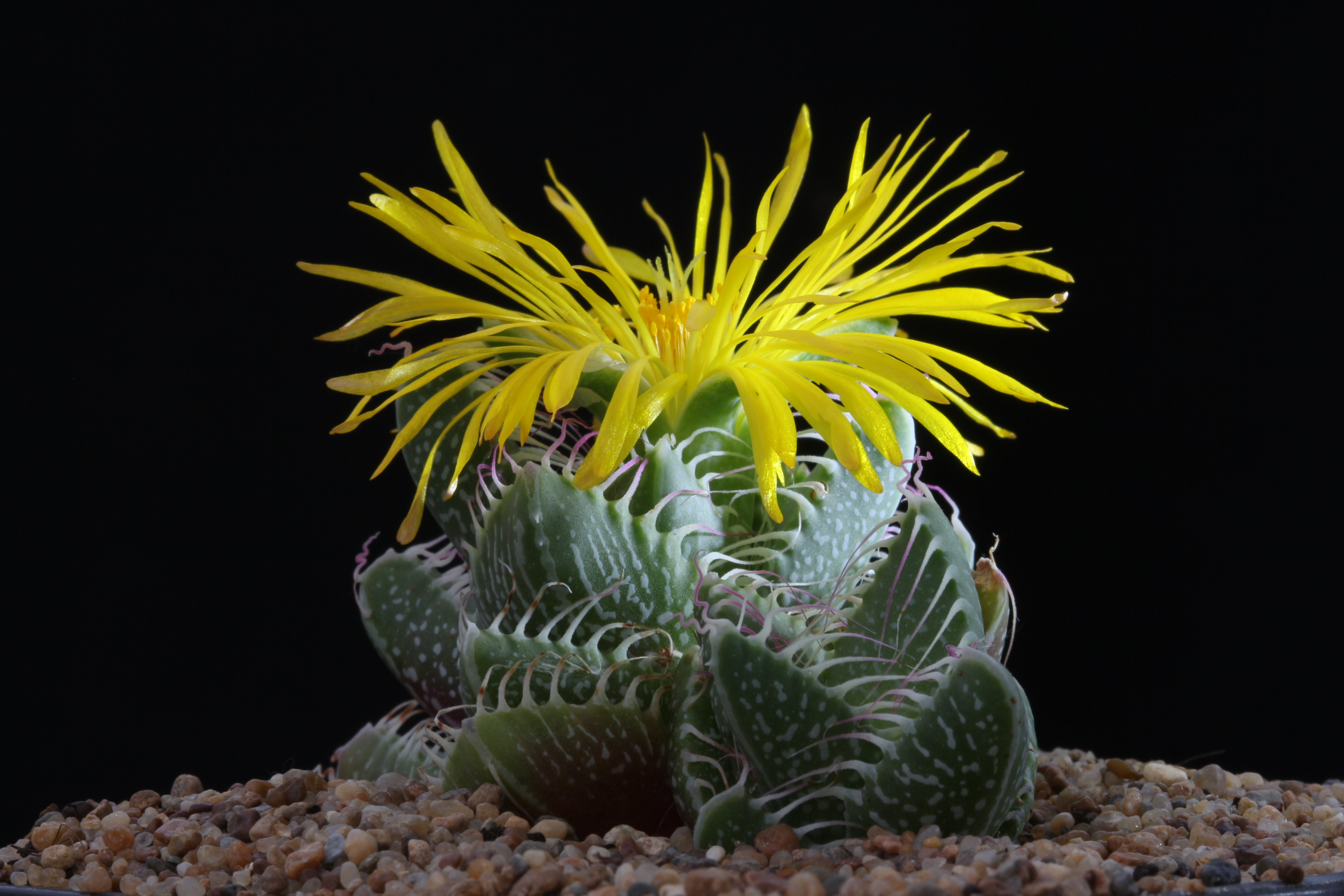
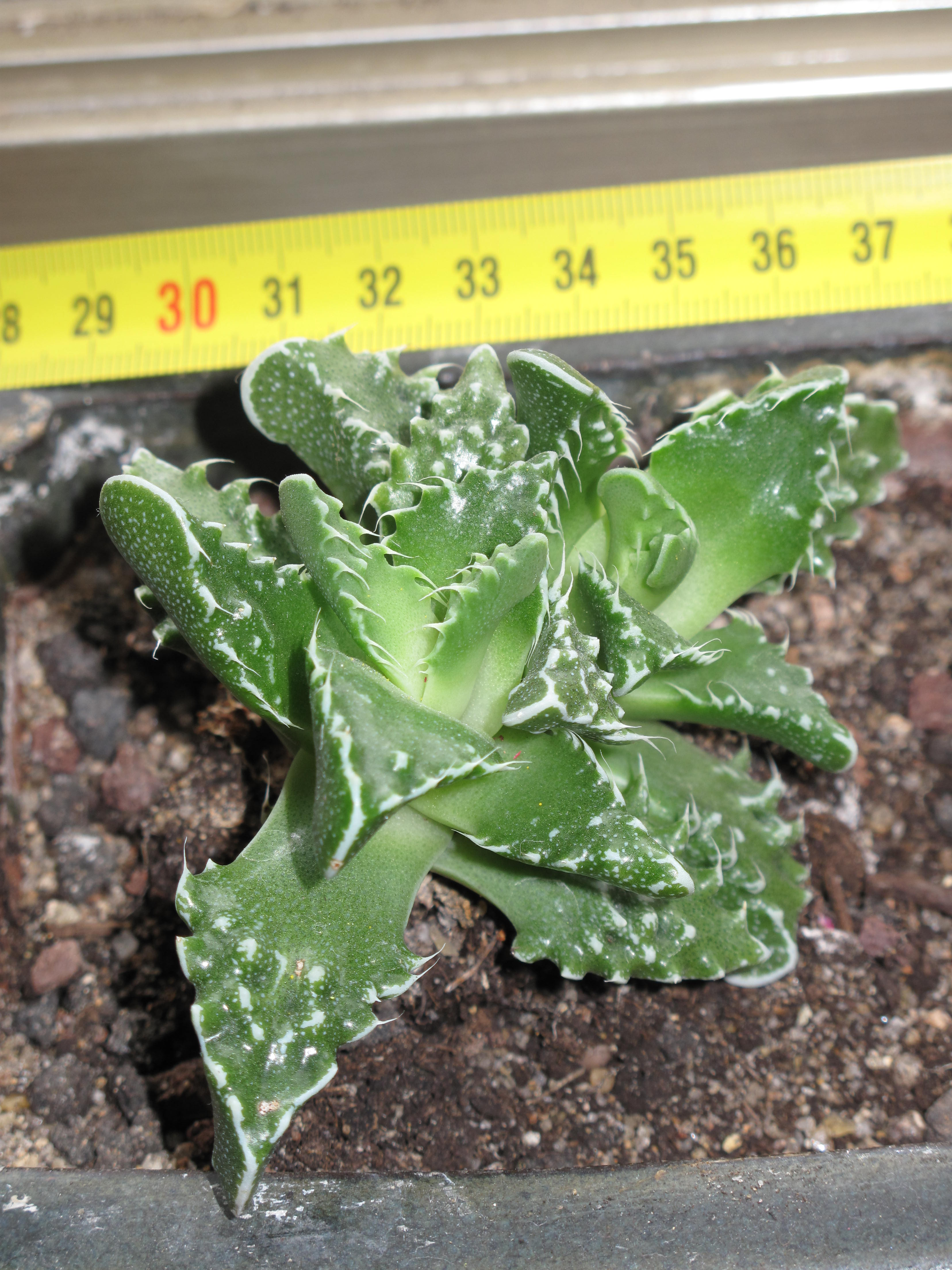

## Практичне використання
Фаукарія тигрова — популярна кімнатна рослина, яку легко вирощувати.